# Alex nigrozonata
Alex nigrozonata là một loài bướm đêm trong họ Geometridae.